# Margit von Malmborg
Margit Elsa von Malmborg, född 27 februari 1918 i Norrköping, död 2006, var en svensk läkare. Hon var gift med läkaren Ferdinand von Malmborg (1917–1954) och mor till Roland von Malmborg.
Margit von Malmborg, som var dotter till köpman Theodor Nyborg och Gertrud Templin, avlade studentexamen 1937, blev medicine kandidat i Stockholm 1939 och medicine licentiat vid Uppsala universitet 1946. Hon var vikarierande provinsial- och distriktsläkare 1946, blev vikarierande underläkare vid medicinska avdelningen på Sankt Eriks sjukhus 1947, andre underläkare på öronavdelningen vid Västerås lasarett 1949.
Tillsammans med maken blev von Malmborg missionsläkare på Mnene Hospital i Sydrhodesia 1951. Efter att maken avlidit i hjärtinfarkt under en resa till Sydafrika 1954, var hon ensam huvudansvarig för verksamheten på nämnda sjukhus under den tid som återstod av kontraktstiden. Hon återvände därefter till Sverige, bosatte sig i Saltsjöbaden och blev förste underläkare på barnpsykiatriska kliniken vid Karolinska sjukhuset 1957, tillförordnad förste underläkare på Beckomberga sjukhus 1960, läkare på Hökarängens rådgivningsbyrå inom Stockholms stads psykiska barn- och ungdomsvård 1960–1965 och var även barnpsykiatrisk konsult vid barnsjukhuset Samariten. 
Efterhand övergick von Malmborg till att verka vid läkepedagogiska (antroposofiska) behandlingshem. Hon var föreläsare vid Rudolf Steinerseminariet i Järna, deltog i bildandet av Svensk läkarförening för komplementär medicin 1976 och bidrog aktivt vid tillkomsten av Vidarkliniken 1985. Hon var en av 140 läkare som 1963 skrev en "hemställan till Konungen om åtgärder för förstärkt karaktärsfostran m.m." och var året därpå en av initiativtagarna till partiet Kristen demokratisk samling. Hennes villa i Saltsjöbaden blev under 1950-1960-talen en samlingsplats för ungdomar aktiva inom olika freds-, solidaritets- och miljögrupper, bland annat Teosofiska ungdomsgruppen (TUG).